# Chiesa di San Matteo apostolo e Sacro Cuore
La chiesa di San Matteo Apostolo e Sacro Cuore è il principale luogo di culto cattolico di Villa d'Ogna, in provincia di Bergamo, nonché la parrocchiale del paese consacrata nel 1953.

## Storia
La presenza di un luogo di culto dedicato a san Matteo apostolo ed evangelista risulta essere consacrata dal vescovo di Bergamo Guala nel 1176, e sussidiaria della pieve di Clusone. Sul territorio nel 1214 (data non convalidata da tutti gli studiosi) nacque beato Alberto. La chiesa ottenne l'elevazione a parrocchia il 5 dicembre 1576 dal vescovo Federico Cornaro. Ma all'inizio del XX secolo l'edificio sembrò essere troppo piccolo per accogliere tutti i fedeli e nel 1937 venne approvato il progetto dell'architetto Dante Fornoni, eseguiti dalla Cooperativa sant'Alberto ma il periodo bellico, e la difficile situazione economica fecero che la chiesa fu ultimata nel 1953, grazie anche al sostegno di don Pietro Forzenigo che spronava la popolazione a collaborare alla costruzione anche con mezzi propri. Fu una collaborazione tra i costruttori e il paese. La sabbia che era stratta dal greto del fiume Serio veniva estratta dagli uomini che la trasportavano fino al cantiere, mentre le pietre che veniva estratte dalle montagne locali erano spostate dai mezzi sempre della popolazione, che si tassarono anche con parte delle proprie paghe per quanti lavoravano alla Manifattura Festi Rasini che versavano direttamente parte delle retribuzioni agli amministratori del cantiere.
L'edificio fu consacrato il 22 marzo 1953 dal vescovo di Imola Benigno Carrara
Nel 1964 venne realizzato l'altare sempre su disegno del Fornoni.

## Descrizione

### Esterno
L'edificio ha il classico orientamento con l'abside rivolta ad est, ed è in pietra lavorata. Posta nella parte dell'abitato con il tratto stradale che la divide dall'antica chiesa, ma si presenta dalla parte absidale, mentre la facciata rivolta a ovest si affaccia sulla valle. La facciata, a cui si accede da una gradinata di sei alzate, ha una parte centrale molto alta terminante con un tetto a capanna culminante con la croce ferrea, ed è preceduta da un porticato aperto con tre archi terminante con un tetto, con uno sfondato superiore ad arco molto ampio avente tre aperture atte a illuminare la navata. L'edificio prosegue lateralmente con due parti che arrivano all'altezza del porticato. L'ingresso con serramento in larice, ha contorni in marmo di Zandobbio.

La particolarità di una chiesa senza il campanile.

### Interno
L'interno, preceduto da una bussola lignea è a navata unica ha una zoccolatura lignea che percorre tutta l'aula: Ai lati dell'ingresso vi sono due grandi lapidi riportanti la scritta:
.
L'aula ha una copertura a botte senza decorazioni o stucchi. Su ogni lato vi sono sfondati, e la parte superiore corrispondente aperture ad arco che danno luce all'edificio. Vi sono due altari laterali dedicati alla Madonna del Santo Rosario con la tela del Carpinoni e l'altro dedicato al beato Alberto dove in una ulna di vetro e metallo sono poste le reliquie del santo.
Ai lati dell'arco presbiteriale vi sono due state di bottega fantoniana raffiguranti Beato Alberto, e San Matteo.
La chiesa conserva lo stendardo opera giovanile di Antonio Cifrondi composto da due teli uniti, uno raffigurante san Rocco e il beato Alberto, mentre l'altro la Madonna del Santo Rosario d'ispirazione carpinoniana, opere restaurate nel 1970 ma che presentano numerosi ammaloramenti dovuti alla piegatura delle tele. e proveniente dal santuario, come il dipinto posto sull'altare del beato è opera di Domenico Carpinoni, raffigurante Vergine del suffragio prega la Trinità con santi; del dipinto si conservano nell'archivio di Stato di Bergamo, gli atti relativi ai pagamenti quindi è stato eseguito nel 1647.I documenti riportano la scritta: Dinari dati al pitore de Clusone del quadro fatto per li morti. Era infatti stato commissionato dalla confraternita del Suffragio. La raffigurazione della Trinità, il Carpinoni la prese da una stampa di Cornelis Cort ripresa il quadro del Tiziano, soggetto che il Carpinoni usò più volte.